# Орду-Гіресун (аеропорт)
Аеропорт Орду-Гіресун (IATA: OGU, ICAO: LTCB) (тур. Ordu-Giresun Havalimanı) — аеропорт на штучному острові неподалік від узбережжя Гуляли, міста в провінції Орду, Туреччина, та Піразіза, міста у провінції Гіресун, Туреччина. Розташований за 19 км від Орду та за 25 км від центру міста Гіресун. 

Це третій штучний острівний аеропорт у світі. 

## Історія
Ідея створення аеропорту на штучному острові для двох чорноморських провінцій вперше виникла в 1992 році. 
Роботи з будівництва почалися в 1994 році. 
Однак через високі витрати проект невдовзі зупинився. 
Уряд розглянув другий проект аеропорту, і плани були розроблені у 2008 — 2010 роках. 
Проект розпочато 13 липня 2011 року. 
 
Відкриття аеропорту для руху відбулося 22 травня 2015 року. 

Аеропорт знаходиться на відвойованій у моря землі в Гуляли. 

Для створення штучного острова було використано близько 30 мільйонів тонн каменів. 
Він має злітно-посадкову смугу розміром 3000 м × 45 м, перон аеропорту розміром 240 м × 120 м, рульова доріжка розміром 250 м × 24 м, будівля терміналу площею 20 000 м², а також будівля технічної служби та управління повітряним рухом площею 16 500 м². 

Будівництво аеропорту коштувало 290 мільйонів ₺ (128,5 мільйонів доларів США). 
Очікується, що він обслуговуватиме близько 2 мільйонів пасажирів щорічно для двох провінцій Орду та Гіресун із загальним населенням 1,2 мільйона осіб. 

## Авіалінії та напрямки, серпень 2023
| Авіакомпанія     | Пункт призначення                                                    |
| ---------------- | -------------------------------------------------------------------- |
| AnadoluJet       | Анкара, Стамбул–Сабіха Гьокчен Сезонно: Ізмір                        |
| Pegasus Airlines | Стамбул–Сабіха Гьокчен                                               |
| SunExpress       | Сезонний: Дюссельдорф                                                |
| Turkish Airlines | Стамбул Сезонний: Дюссельдорф, Франкфурт, Гамбург, Мюнхен, Зальцбург |

## Статистика
Див. джерело запитів Вікіданих та джерела.